# Ressel Orla
Pour les articles homonymes, voir Orla (homonymie).
Ressel Orla, née le 18 mai 1889 à Bozen en Autriche-Hongrie (aujourd'hui Bolzano en Italie) et morte le 23 juillet 1931  à Berlin, République de Weimar, est une actrice autrichienne, notamment connue pour avoir joué dans les premiers films de Fritz Lang.

## Filmographie

### Cinéma
- 1914 : The Perfect Thirty-Six : Trude Hoppe
- 1914 : The Pride of the Firm
- 1915 : Blindekuh
- 1915 : Das Todestelephon
- 1915 : Der Krieg brachte Frieden : Gräfin Lia von Hohenstein
- 1915 : Der Onkel aus Amerika
- 1915 : Fürst Seppl
- 1915 : Musketier Kaczmarek : Erna Rastenau
- 1916 : Der Sekretär der Königin : Diva Stella Cavalieri
- 1916 : Ein Blatt Papier
- 1916 : Hoffmanns Erzählungen : Antonia
- 1916 : Kellner, zahlen
- 1917 : Der Doppelmensch
- 1917 : Die Faust des Schicksals
- 1917 : Gräfin Lukani
- 1917 : Opfer der Leidenschaft : Edith
- 1918 : Arme Lena
- 1918 : Das Glück der Frau Beate : Beate
- 1918 : Die Krone des Lebens : Mara
- 1918 : Die Sünde
- 1918 : Genie und Liebe
- 1919 : Die Insel der Glücklichen
- 1919 : La Métisse de Fritz Lang : Juanitta, das Halbblut / Juanitta, the half-caste
- 1919 : Les araignées - Le lac d'or : Lio Sha
- 1919 : Marionetten des Hasses
- 1919 : Wolkenbau und Flimmerstern
- 1920 : Anständige Frauen
- 1920 : Das Götzenbild der Wahrheit
- 1920 : Der langsame Tod
- 1920 : Die Augen der Welt : Juliane van Derp
- 1920 : Die Schuld des Andern
- 1920 : Die Sippschaft
- 1920 : Die Wölfin : Lady Florence
- 1920 : Im Banne des Andern
- 1920 : Les Araignées de Fritz Lang : Lio Sha
- 1920 : Narrentanz der Liebe
- 1921 : Das Haus der Qualen : Maud
- 1921 : Das Mädchen, das wartet
- 1921 : Das Mädel von Picadilly, 1. Teil
- 1921 : Das Mädel von Picadilly, 2. Teil
- 1921 : Die rote Redoute
- 1921 : Hazard : De grand Mondaine
- 1921 : Monte Carlo
- 1921 : Pariserinnen : Lolotte (Lou)
- 1921 : Satansketten
- 1922 : Die Beute der Erinnyen : Juanita
- 1922 : Lebenshunger : Mabel Ray
- 1923 : Die Kette klirrt
- 1924 : Inge Larsen : Evelyne
- 1926 : Die Abenteuer eines Zehnmarkscheines : Frau Hamel - seine Frau
- 1926 : Die dritte Eskadron : Mizzi Blank, Tänzerin
- 1926 : Frauen, die den Weg verloren : Hedda Mertens
- 1926 : La souris rouge
- 1927 : Das gefährliche Alter : Resi Kellnerin
- 1927 : Elternlos
- 1929 : Es war einmal ein treuer Husar : Therese
- 1929 : Lockendes Gift

### Courts-métrages
- 1913 : Radium
- 1915 : Ein Wiedersehen in Feindesland, Kriegsepisode aus den heutigen Tagen
- 1915 : Paulchen Fingerhut
- 1916 : Ach, Amalia, was haste bloss getan
- 1916 : Der versiegelte Bürgermeister

## Photos

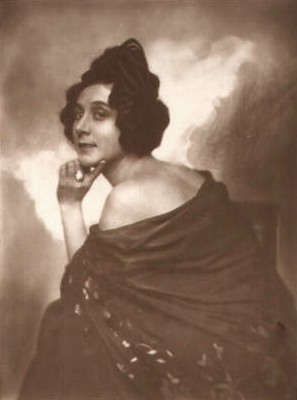
Ressel Orla photographiée par Nicola Perscheid.
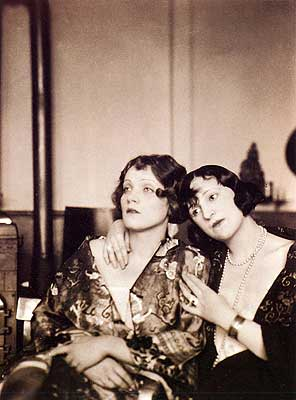
Ressel Orla et Marlene Dietrich photographiées par Emil Orlik.
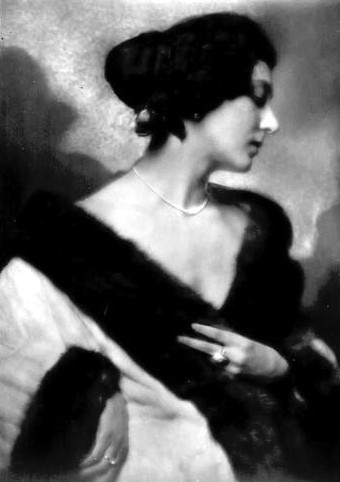
Ressel Orla photographiée par Nicola Perscheid.